# قرار مجلس الأمن التابع للأمم المتحدة رقم 139
وقد اعتمد قرار مجلس الأمن التابع للأمم المتحدة رقم 139 بالإجماع في 28 يونيو 1960. وبعد النظر في طلب عضوية اتحاد مالي في الأمم المتحدة، أوصى المجلس الجمعية العامة بأن يقبل اتحاد مالي.
بعد انهيار الاتحاد في 20 أغسطس 1960، تم قبول كل من السنغال ومالي كأعضاء في الأمم المتحدة بموجب القرارين 158 و159 على التوالي.